# Liste der Besetzungslisten
Die Liste der Besetzungslisten gibt einen Überblick über alle Besetzungslisten in Schauspiel und Oper, die bislang in der deutschsprachigen Wikipedia erstellt wurden.

## Deutschland

### Opernhäuser
- Premierenbesetzungen der Bayerischen Staatsoper ab 2014
- Premierenbesetzungen der Komischen Oper Berlin seit 2012
- Opernbesetzungen des Hessischen Staatstheaters Wiesbaden ab 2014

### Festspiele
- Bayreuther Premierenbesetzungen von Tristan und Isolde
- Bayreuther Premierenbesetzungen des Parsifal

### Schauspiel
- Berliner Jedermann-Festspiele (1987–2014)

## Italien
- Besetzungen des Teatro alla Scala ab 2014

## Österreich

### Wiener Staatsoper
- Premierenbesetzungen der Wiener Staatsoper ab 2014
  - Wiener Premierenbesetzungen des Rheingolds (seit 1878)
  - Wiener Premierenbesetzungen der Walküre (seit 1877)
  - Wiener Premierenbesetzungen des Siegfried (seit 1878)
  - Wiener Premierenbesetzungen der Götterdämmerung (seit 1879)
  - Wiener Premierenbesetzungen von Tristan und Isolde (seit 1883)
  - Wiener Premierenbesetzungen des Parsifal (seit 1914)

### Theater an der Wien
- Opernbesetzungen des Theaters an der Wien seit 2011
- Konzertante Opernaufführungen des Theaters an der Wien seit 2006
- Opernbesetzungen der Wiener Kammeroper ab 2012

### Sprechbühnen
- Burgtheaterbesetzungen von 2011 bis 2014
- Burgtheaterbesetzungen ab 2014

### Festspiele
- Opernbesetzungen der Bregenzer Festspiele ab 2015
- Besetzungen der Opernfestspiele St. Margarethen

Salzburger Festspiele
- Opernbesetzungen der Salzburger Festspiele 1922 bis 1926
- Opernbesetzungen der Salzburger Festspiele 1927 bis 1930
- Opernbesetzungen der Salzburger Festspiele 1931 bis 1934
- Opernbesetzungen der Salzburger Festspiele 1935 bis 1937
- Opernbesetzungen der Salzburger Festspiele 1938 bis 1944
- Opernbesetzungen der Salzburger Festspiele 1992 bis 1995
- Opernbesetzungen der Salzburger Festspiele 2012 bis 2014
- Opernbesetzungen der Salzburger Festspiele 2015 und 2016
- Opernbesetzungen der Salzburger Festspiele ab 2017
- Schauspielbesetzungen der Salzburger Festspiele 2012 bis 2016
- Schauspielbesetzungen der Salzburger Festspiele ab 2017
- Jedermann bei den Salzburger Festspielen

## United Kingdom
- Premierenbesetzungen des Glyndebourne Festivals 1934 bis 1940
- Premierenbesetzungen des Glyndebourne Festivals ab 2014